# Šichany
Šichany (rusky Шиханы) jsou uzavřené město v Saratovské oblasti v Ruské federaci. K roku 2017 zde bydlelo asi 5700 obyvatel.

## Poloha a doprava
Šichany leží přibližně patnáct kilometrů na severozápad od břehu Volhy a od Volska. Od Saratova, správního střediska oblasti, jsou vzdáleny přibližně 130 kilometrů severně.
Severně město míjí silnice P-228 a železniční trať z Atkarsku do Volsku z roku 1895 protažená v roce 1966 přes hráz Saratovské přehrady přes Balakovo do Pugačova.

## Dějiny
Šichany byly založeny v roce 1820 hrabětem Vasilijem Orlovem-Děnisovem, ruským hrdinou Vlastenecké války proti Napoleonovi.
Od konce dvacátých let začal v obci armádní výzkum chemických zbraní. Ve Státním institutu organické syntézy, založeném roku 1961 jako tajná laboratoř pro vývoj chemických zbraní, se vyvíjel například nervový jed novičok, použitý na otravu Sergeje Skripala nebo Alexeje Navalného. Vývoj novičoku vedl Pjotr Kirpičev, při vývoji chemických zbraní asistoval i plukovník Stanislav Makšakov, který se pokusil Navalného novičokem zavraždit.
V roce 1938 se Šichany staly sídlem městského typu a městem jsou od roku 1996.